# Реакција Грчке на самопроглашење независности Косова
Проглашење независности Косова од Србије донето је у недељу, 17. фебруара 2008. године, једногласно у Скупштини Косова. Свих 11 представника српске мањине бојкотовало је поступак. Међународна реакција је била помешана, а глобална заједница је и даље подељена по питању међународног признања Косова . Реакција Грчке на проглашење независности Косова 2008. је генерално неутрална или негативна.

## Историја
Дан након декларације, Грчка је саопштила да ће одлуку о признавању независног Косова донети након детаљног разматрања тог питања и да ће та одлука бити резултат блиске сарадње са европским и суседним земљама, имајући у виду улогу Србије у одржавању регионалне стабилности.
Дана 29. августа 2008. године, након ратова у Грузији, представник МИП случајно је током брифинга за штампу одговорио да Грчка није признала Косово и да неће признати Јужну Осетију и Абхазију, јер "основни принцип поштовања територијалног интегритета и независности држава" има "дугогодишњу вредност за, и основна је константа Грчке спољне политике свих грчких влада".
У фебруару 2009. године, портпарол грчке амбасаде у Београду рекао је да Грчка не планира да промени свој став о Косову, упркос усвајању резолуције Европског парламента којом се позивају државе ЕУ које нису признале Косово да то учине. Он је такође додао да су сви грчки посланици који су присуствовали расправи у Стразбуру "гласали против резолуције".
У мају 2009. Грчка је подржала кандидатуру Косова за ММФ и гласала за то да оно постане најновија чланица ММФ-а.
Председник Грчке Каролос Папуљас је 2. јула 2009. изјавио „Када је реч о Косову, грчки став је добро познат. Наша земља је увек била за обострано прихватљиво решење које би било засновано на међународном праву, које би поштовало права мањина и које не би дало ни победнике ни губитнике“.
У септембру 2009, нови грчки премијер Јоргос Папандреу је коментарисао питање независности Косова рекавши да је „његово једнострано признање флагрантно кршење међународног права“ и додао да је „инсистирање Грчке на међународном праву дубоко патриотски став“. У писму француском председнику Николи Саркозију из јуна 2008. године, он је навео да је „једнострано проглашење независности Косова и његово признање од стране неких држава чланица ЕУ кршењем принципа међународног права и резолуција Савета безбедности УН и без претходне одлуке 27 држава чланица ЕУ, не доприноси стабилности региона“.
У септембру 2011. објављено је да је Грчка подржала чланство Косова у Европској банци за обнову и развој.
У интервјуу за Газету Експрес у марту 2012. године, шеф Грчке канцеларије за везу у Приштини Димитрис Мошопулос рекао је да ће признање Грчке стизати корак по корак и да је нешто што ће доћи природно. Он је рекао да Грчка жели да цео Западни Балкан постане део ЕУ, те стога ова перспектива подразумева признање.
Током обраћања Народној скупштини Србије у септембру 2012. године, амбасадор Грчке у Србији Димостенис Стоидис рекао је да његова земља неће признати Косово упркос чињеници да је криза грчког државног дуга „искоришћена да се изврши притисак на Атину да призна власти у Приштини“.
Мошопулос је у децембру 2012. рекао да Грчка не признаје Косово, али подржава његове европске интеграције.
Било је извештаја 2015. године да ће премијер Алексис Ципрас посетити Србију како би разговарао о признавању Косова као услова за финансијску помоћ Грчке, али су два београдска листа написала да се то неће догодити и известила да би „требало да се деси чудо да Грчка не призна Косово“. Душан Јањић, политички аналитичар, рекао је да ће Ципрас играти прагматично. Он ће признати Косово да би одложио питање имена Северне Македоније. Због лоше ситуације неће моћи да води сопствену политику. Мораће да направи уступке, а у овом случају то ће бити признање Косова“. Јањић је рекао и да би признање Косова „било корисно за успостављање веза између Грчке и Албаније и Албанаца у региону“.
У фебруару 2022. године, током састанка са председником Србије Александром Вучићем, премијер Грчке Киријакос Мицотакис изјавио је да Грчка неће мењати свој став о Косову, али да ће подржати наставак дијалога између Косова и Србије, како би се тражила нормализација односа са Косовом.